# Tianhui
Tianhui ou Tian Hui (天绘, en chinois Dessin du ciel) est une famille de satellites de reconnaissance et de cartographie militaires chinois optique et radar mis en œuvre par l'Armée populaire de libération. Cette famille fait partie du programme Ziyuan qui regroupe des satellites d'observation de la Terre à usage à la fois civil et militaire. Six séries de Tianhui aux caractéristiques différentes ont été lancés entre 2010 et 2024. Tous ces satellites sont construits par l'Académie chinoise de technologie spatiale  (CAST) et l'Aerospace Dongfanghong Satellite, filiale de la CAST. Ils circulent sur une orbite héliosynchrone et l'énergie est fournie par des panneaux solaires déployés en orbite.

## Séries

### Tianhui 1
Les satellites Tianhui 1 (TH 1) sont équipés d'une caméra réalisant des images tridimensionnelles du terrain avec une résolution spatiale de 5 mètres dans les longueurs d'onde comprises entre 0,51 et 0,69 microns. Ils emportent également une caméra multispectrales (4 bandes spectrales : 0,43 à 0,52 microns, 0,52 à 0,61 microns, 0,61 à 0,69 microns et 0,76 à 0,90 microns). La fauchée est de 60 kilomètres.

### Tianhui 2
La charge utile des satellites Tianhui-2 (TH 2) est un radar à synthèse d'ouverture interféromètre fonctionnant en bande X  et dont la résolution spatiale est de 3 mètres. Les satellites fonctionnent en formation par deux. Il s'agit de la première mise en œuvre du vol en formation de satellites chinois.

## Historique des lancements
| Type      | Nom   | Date lancement   | Lanceur          | Site de lancement | Orbite approximative     | Identificant NSSDC | Charge utile (hypothèse)    | Notes |
| --------- | ----- | ---------------- | ---------------- | ----------------- | ------------------------ | ------------------ | --------------------------- | ----- |
| Tianhui 1 | 1-01  | 24 aout 2010     | Longue Marche 2D | Juiquan           | 490 km inclinaison 97,9° | 2010-040A          | Optique résolution 5 mètres |       |
| Tianhui 1 | 1-02  | 6 mai 2012       | Longue Marche 2D | Juiquan           | 490 km inclinaison 97,9° | 2012-020A          | Optique résolution 5 mètres |       |
| Tianhui 1 | 1-03  | 26 octobre 2015  | Longue Marche 2D | Juiquan           | 490 km inclinaison 97,9° | 2015-061A          | Optique résolution 5 mètres |       |
| Tianhui 1 | 1-04  | 29 juillet 2021  | Longue Marche 2D | Juiquan           | 490 km inclinaison 97,9° | 2021-067A          | Optique résolution 5 mètres |       |
| Tianhui 2 | 2-01A | 29 avril 2019    | Longue Marche 4B | Taiyuan           | 510 km inclinaison 97,4° | 2019-024A          | Radar résolution 3 mètres   |       |
| Tianhui 2 | 2-01B | 29 avril 2019    | Longue Marche 4B | Taiyuan           | 510 km inclinaison 97,4° | 2019-024C          | Radar résolution 3 mètres   |       |
| Tianhui 2 | 2-02A | 18 aout 2021     | Longue Marche 4B | Taiyuan           | 510 km inclinaison 97,4° | 2021-074A          | Radar résolution 3 mètres   |       |
| Tianhui 2 | 2-02B | 18 aout 2021     | Longue Marche 4B | Taiyuan           | 510 km inclinaison 97,4° | 2021-074B          | Radar résolution 3 mètres   |       |
| Tianhui 4 | 4A    | 29 décembre 2021 | Longue Marche 2D | Jiuquan           |                          | 2021-134A          |                             |       |
| Tianhui 4 | 4B    | 29 décembre 2021 | Longue Marche 2D | Jiuquan           | 2021-134B                |                    |                             |       |
| Tianhui 5 | 5A    | 31 octobre 2023  | Longue Marche 6A | Taiyuan           |                          | 2023-168A          |                             |       |
| Tianhui 5 | 5B    | 31 octobre 2023  | Longue Marche 6A | Taiyuan           | 2023-168C                |                    |                             |       |
| Tianhui 5 | 5C    | 4 juillet 2024   | Longue Marche 6A | Taiyuan           | 2024-126A                |                    |                             |       |
| Tianhui 5 | 5D    | 4 juillet 2024   | Longue Marche 6A | Taiyuan           | 2024-126B                |                    |                             |       |
| Tianhui 6 | 6A    | 9 mars 2023      | Longue Marche 4C | Taiyuan           |                          | 2023-030A          |                             |       |
| Tianhui 6 | 6B    | 9 mars 2023      | Longue Marche 4C | Taiyuan           | 2023-030D                |                    |                             |       |